# Ingrisma nasuta
Ingrisma nasuta är en skalbaggsart som beskrevs av Leon Fairmaire 1893. Ingrisma nasuta ingår i släktet Ingrisma och familjen Cetoniidae. Inga underarter finns listade i Catalogue of Life.